# هارالد يونسن
هارالد يونسن (بالنرويجية: Harald Johnsen)‏ (و. 1970 – 2011 م) هو عازف جاز نرويجي، ولد في أوسلو، يستخدم آلات كمان أجهر، توفي عن عمر يناهز 41 عاماً.

## التعليم
تعلم في الجامعة النرويجية للعلوم والتكنولوجيا.

## وصلات خارجية
- هارالد يونسن على موقع IMDb (الإنجليزية)
- هارالد يونسن على موقع ميوزك برينز (الإنجليزية)
- هارالد يونسن على موقع ديسكوغز (الإنجليزية)

- هارالد يونسن في قاعدة بيانات الأفلام على الإنترنت